# Чеботаєво
Чебота́єво (рос. Чеботаево) — селище у складі Бісертського міського округу Свердловської області.
Населення — 3 особи (2010, 2 у 2002).
Національний склад станом на 2002 рік: росіяни — 100 %.